# Cyclanorbis senegalensis
Espèce
Synonymes
- Cryptopus senegalensis Duméril & Bibron, 1835
- Cyclanorbis petersii Gray, 1854
- Tetrathyra baikii Gray, 1865
- Cyclanosteus senegalensis callosa Gray, 1865
- Cyclanosteus senegalensis equilifera Gray, 1865
- Cyclanosteus senegalensis normalis Gray, 1865
- Tetrathyra vaillanti Rochebrune, 1884

Statut de conservation UICN

 VU  : Vulnérable
Cyclanorbis senegalensis est une espèce de tortues de la famille des Trionychidae.

## Répartition
Cette espèce se rencontre au Bénin, au Burkina Faso, au Cameroun, en République centrafricaine, au Tchad, en République démocratique du Congo, au Gabon, en Gambie, au Ghana, en Guinée-Bissau, en Côte d'Ivoire, au Mali, en Mauritanie, au Nigeria, au Sénégal, au Soudan et au Togo. Sa présence est incertaine en Éthiopie.

## Étymologie
Son nom d'espèce, composé de senegal et du suffixe latin -ensis, « qui vit dans, qui habite », lui a été donné en référence au lieu de sa découverte.

## Publication originale
- Duméril & Bibron, 1835 : Erpétologie Générale ou Histoire Naturelle Complète des Reptiles, vol. 2, Librairie Encyclopédique de Roret, Paris, p. 1-680 (texte intégral).